# Mousse

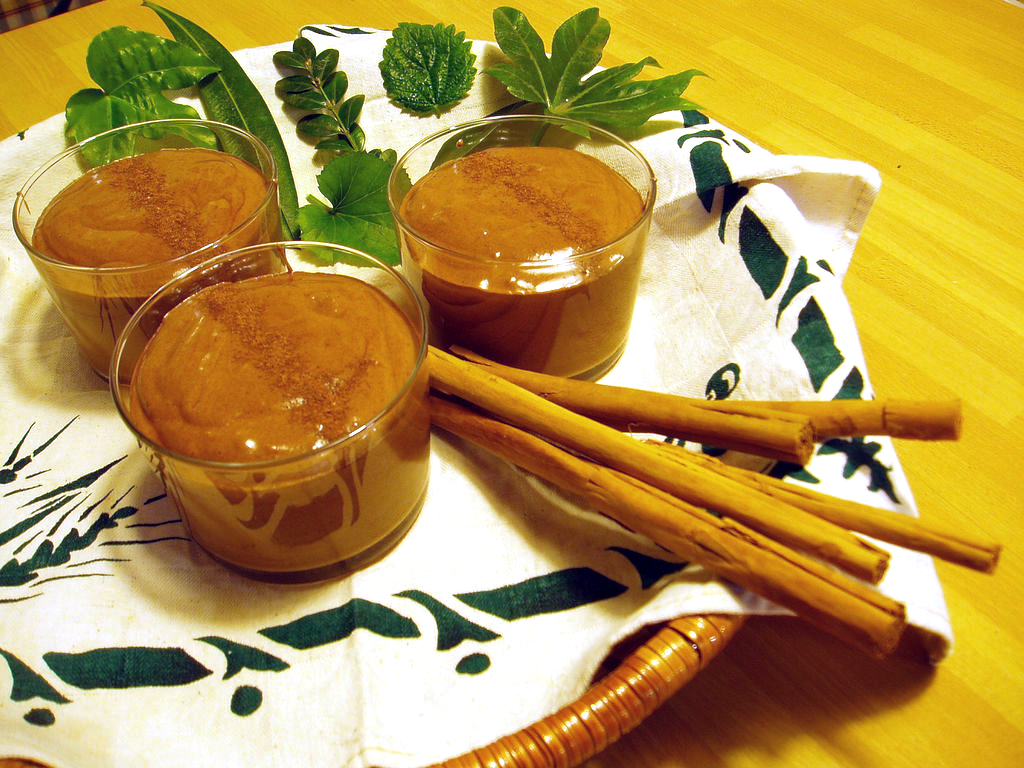
Chokladmoussedesserter i koppar på en bricka.

Mousse är ett slags luftig dessert som vanligtvis görs på ägg och vispgrädde (först tillverkades den utan grädde, med bara äggulor, äggvitor, socker och choklad eller andra smakämnen), vanligtvis tillsammans med andra smaker såsom choklad eller fruktpuré, även om recept med kycklingkött eller andra ingredienser förekommer. Rätten, som ursprungligen kommer från Amerikanska köket, spred sig sedan vidare till franska och brittiska köket under 1960-talet. Ordet mousse kommer från franskan som betyder "skum".
Den vanligaste varianten på mousse är antagligen chokladmousse. Chokladmousse kan göras på antingen mörk eller vit choklad och har blivit en mycket populär dessert i Sverige, kanske framförallt till nyår.
Beroende på tillredningssätt kan konsistensen variera från lätt och fluffig till krämig och tjock.
Mousse kan även vara ett slags köttpuré som tillagas i en form. Rätten liknar paté men med en lättare konsistens.